# Onok
Onok (ukr. Онок) – wieś na Ukrainie, w obwodzie zakarpackim, w rejonie berehowskim, w hromadzie Wynohradiw. W 2001 liczyła 3094 mieszkańców, spośród których 3082 wskazało jako ojczysty język ukraiński, 11 rosyjski, a 1 inny.